# Jin’ichi Kusaka
Jin’ichi Kusaka (jap. 草鹿 任一 Kusaka Jin’ichi; ur. 7 grudnia 1888 w prefekturze Ishikawa, zm. 24 sierpnia 1972) – wiceadmirał Japońskiej Cesarskiej Marynarki Wojennej podczas II wojny światowej. Kuzyn admirała Ryūnosuke Kusaki.

## Życiorys
Pochodził z prefektury Ishikawa. Ukończył Akademię Cesarskiej Marynarki Wojennej (37. rocznik), zajmując 21. lokatę wśród 179. kadetów. Jako kadet służył na krążownikach „Soya” i „Chiyoda”, a po promocji na chorążego był przydzielany do załóg krążownika „Tokiwa” i pancernika „Aki”. 1 grudnia 1913 po awansie na porucznika służył na krążowniku „Asama”. Po przystąpieniu Japonii do I wojny światowej był przydzielany do załóg pancernika „Kashima” i niszczyciela „Hamakaze”, ale nie odbył na nich żadnej misji bojowej. Po zakończeniu wojny uczęszczał do Naval War College, którą ukończył w 1921 i został promowany na stopień komandora porucznika. Następnie 1 grudnia 1921 został przydzielony do załogi pancernika „Hiei” jako zastępca szefa artylerii. Za sprawą kolejnego przydziału, z 1 grudnia 1924, pełnił funkcję szefa artylerii na pancerniku „Yamashiro”. Takie samo stanowisko sprawował na pancerniku „Nagato” po awansie na komandora 1 grudnia 1926.
1 grudnia 1930 po promocji na kapitana został wysłany na roczną szkoleniową podróż służbową do USA i Europy. Po powrocie otrzymał swoją pierwszą komendę: krążownik „Kitakami”. Następnie był dowódcą pancernika „Fusō”. 1 grudnia 1936 został awansowany do stopnia kontradmirała i został komendantem Szkoły Artylerii Marynarki Wojennej. 15 listopada 1940 otrzymał awans do rangi wiceadmirała.
Na początku wojny na Pacyfiku pełnił funkcję komendanta Akademii Cesarskiej Marynarki Wojennej. 28 września 1942 objął dowództwo 11. Floty Powietrznej, stacjonującej w głównej bazie japońskiej w Rabaulu na Nowej Brytanii na południowym Pacyfiku. Podczas walk o Guadalcanal dowodzone przez niego jednostki powietrzne walczyły z alianckim Cactus Air Force o kontrolę przestrzeni powietrznej wokół Guadalcanalu. 11. Flota Powietrzna wspierała także japońskie operacje wojskowe podczas kampanii w Nowej Gwinei.
24 grudnia 1942 objął dowództwo nad wszystkimi siłami morskie z obszaru Nowej Gwinei i Wysp Salomona, które zostały połączone w celu utworzenia nowej formacji – Floty Południowo-Wschodniej. Jako jej dowódca dokonał koncentracji wokół Wyspy Salomona, Nowej Gwinei i Nowej Brytanii większości okrętów i wojsk biorących udział w walkach przeciwko atakom alianckim.
6 września 1945 jako najstarszy rangą oficer japońskich sił morskich w rejonie Rabaulu – wraz z generałem Hitoshim Imamurą, lokalnym dowódcą Cesarskiej Armii Japońskiej – poddał miasto siłom alianckim.
Zmarł 24 sierpnia 1972 w wieku 83 lat.